# Fredede fortidsminder i Stevns Kommune
Denne liste over fredede fortidsminder i Stevns Kommune viser alle fredede fortidsminder i Stevns Kommune. Listen bygger på data fra Kulturarvsstyrelsen.